# Sainte-Geneviève (Manche)
Sainte-Geneviève is een gemeente in het Franse departement Manche (regio Normandië) en telt 320 inwoners (2004). De plaats maakt deel uit van het arrondissement Cherbourg-Octeville.

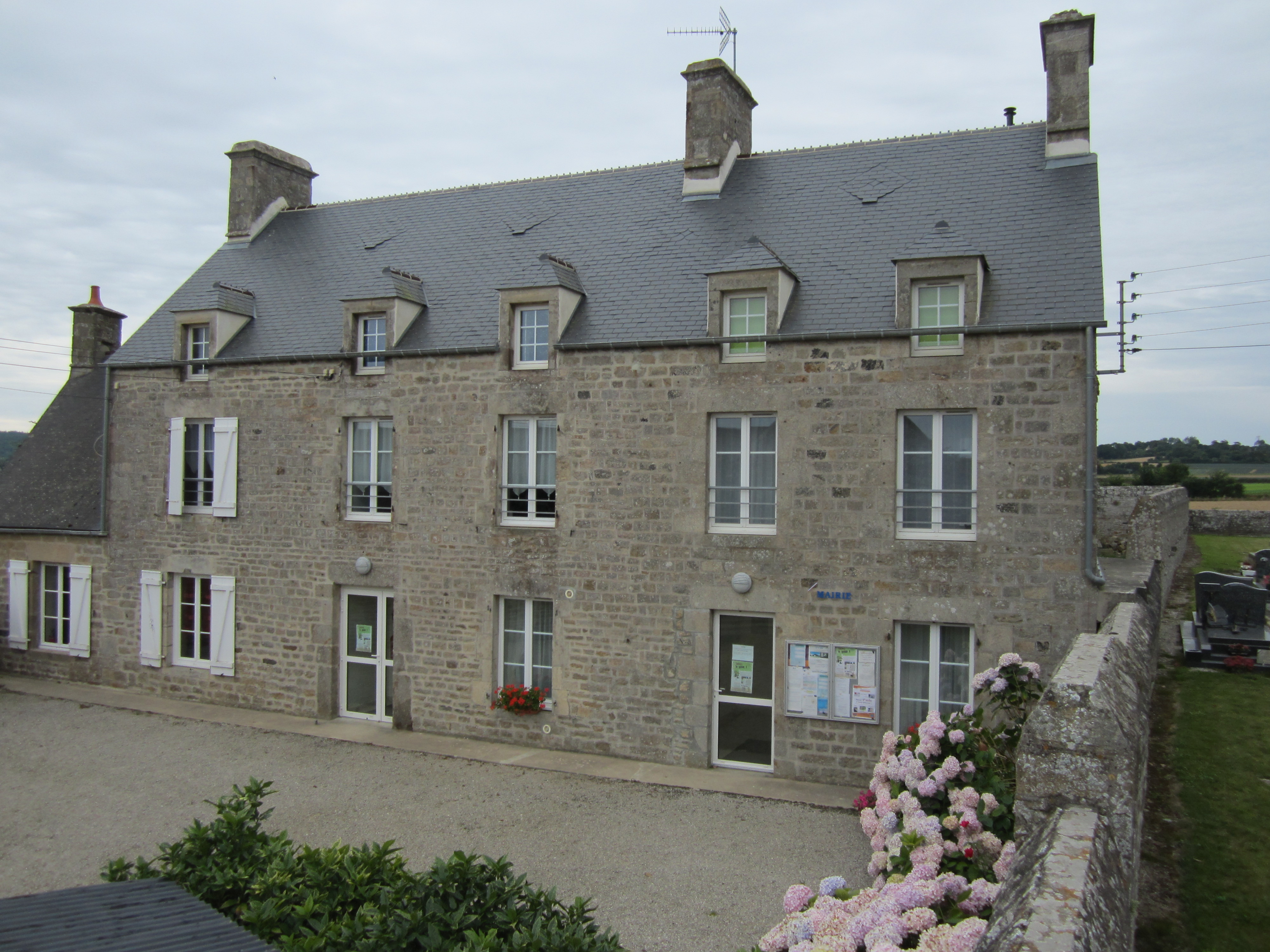
Gemeentehuis
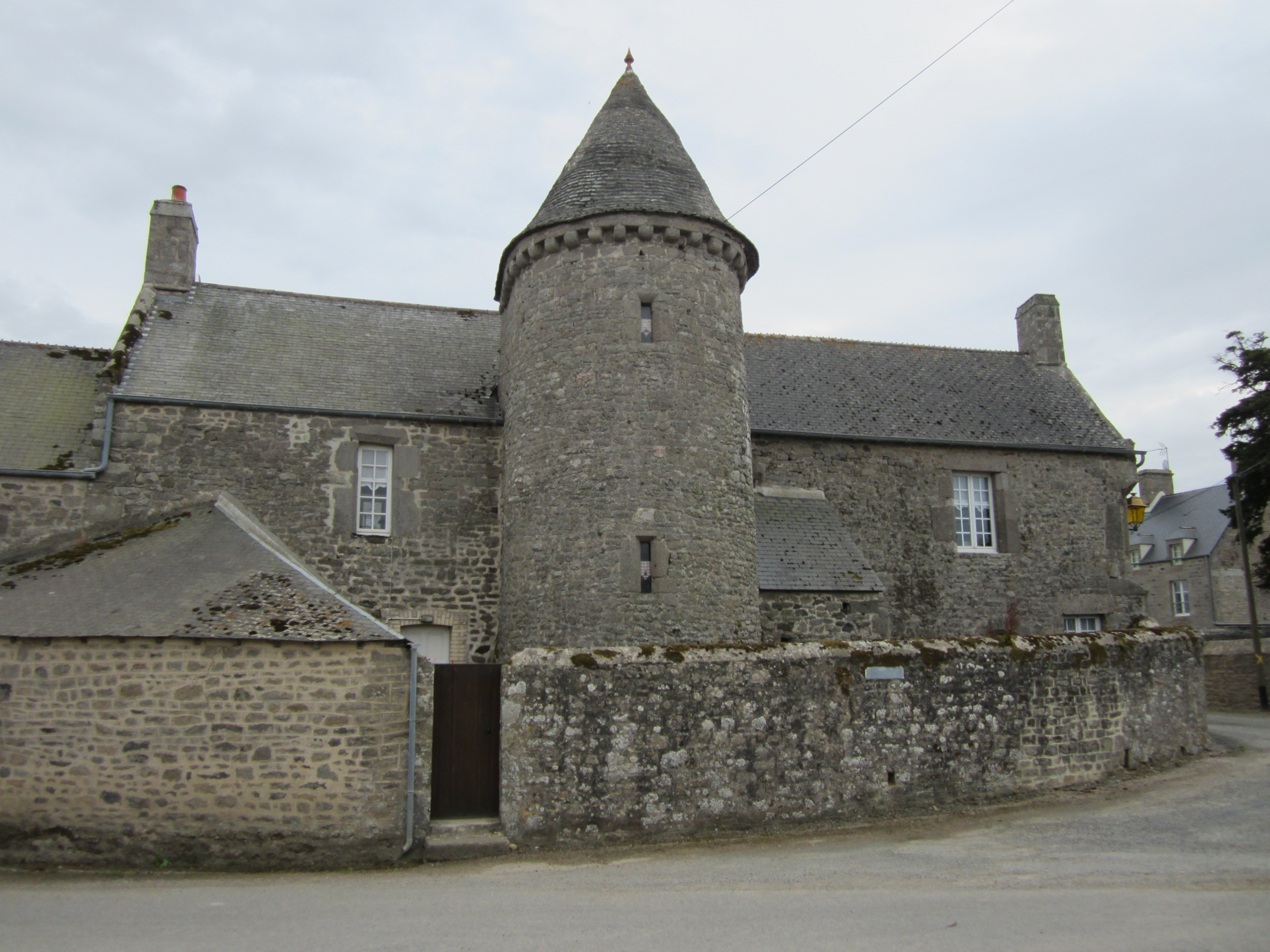
Ferme de l'Abbaye
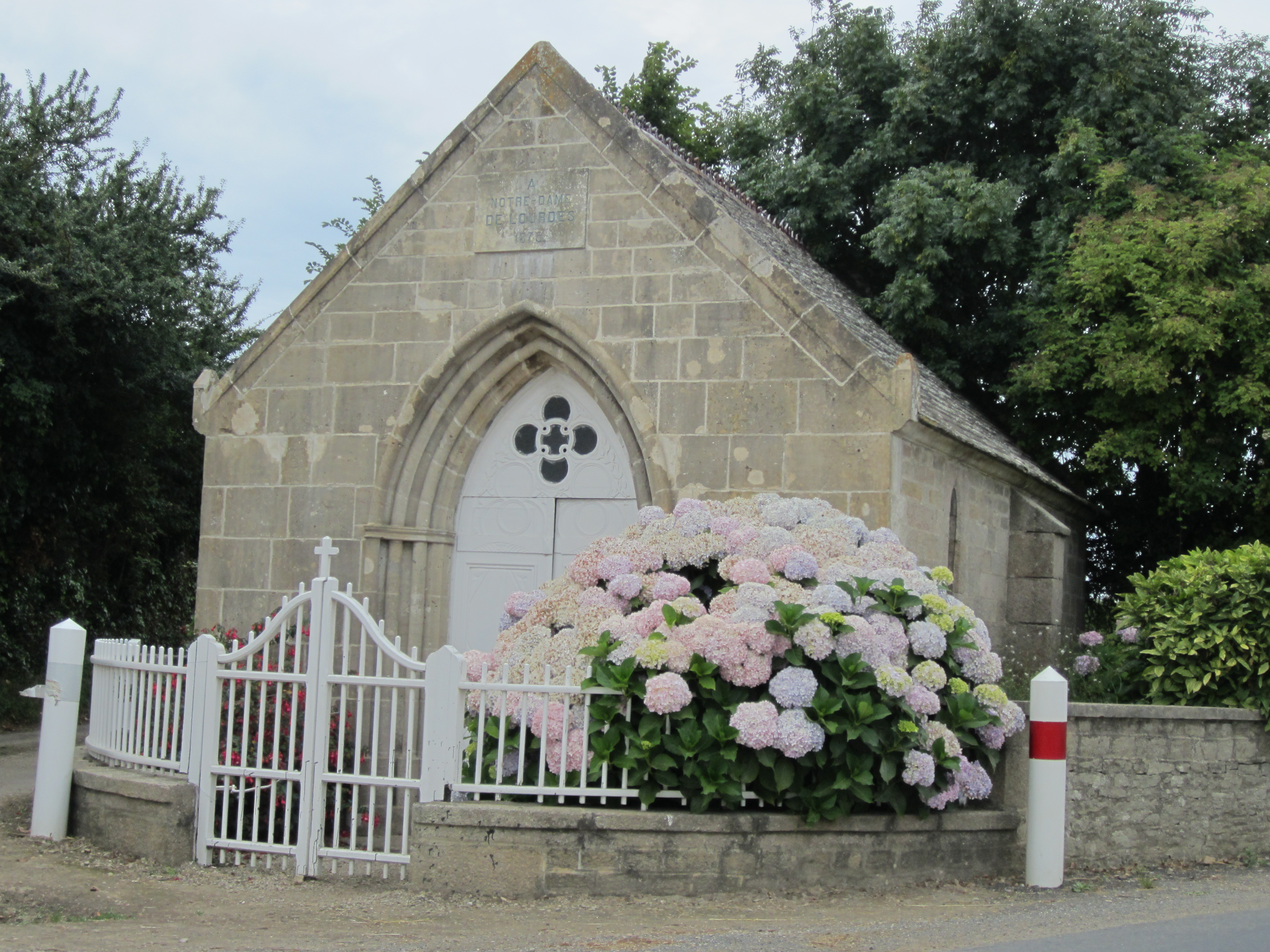
Kapel Notre-Dame de Lourdes
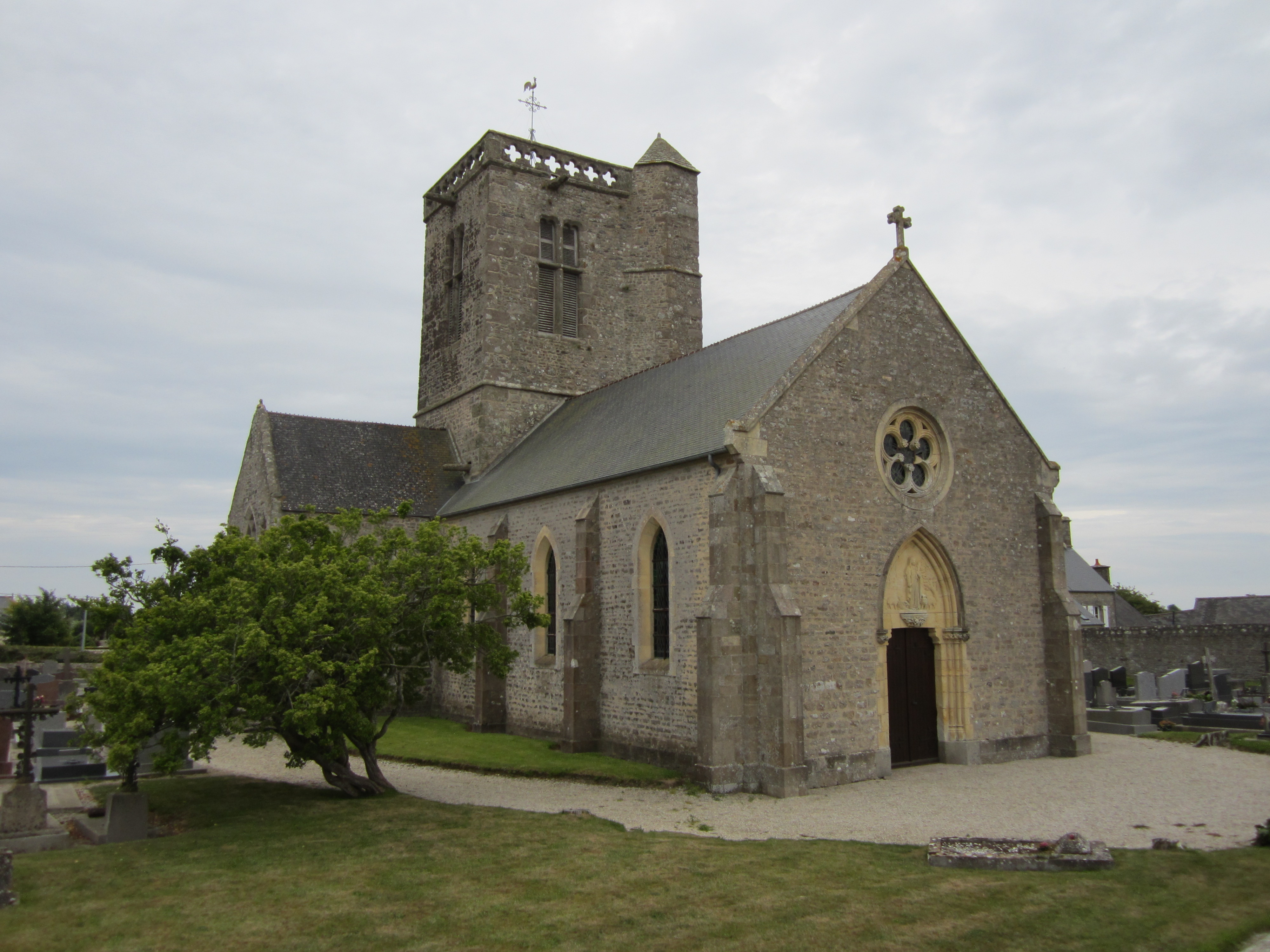
Kerk van Sainte-Geneviève

## Geografie
De oppervlakte van Sainte-Geneviève bedraagt 4,9 km², de bevolkingsdichtheid is 65,3 inwoners per km².
De onderstaande kaart toont de ligging van Sainte-Geneviève (Manche) met de belangrijkste infrastructuur en aangrenzende gemeenten.

## Demografie
Onderstaande figuur toont het verloop van het inwonertal (bron: INSEE-tellingen).

1. ↑  Populations de référence 2022.